# Карай-Битиклиги

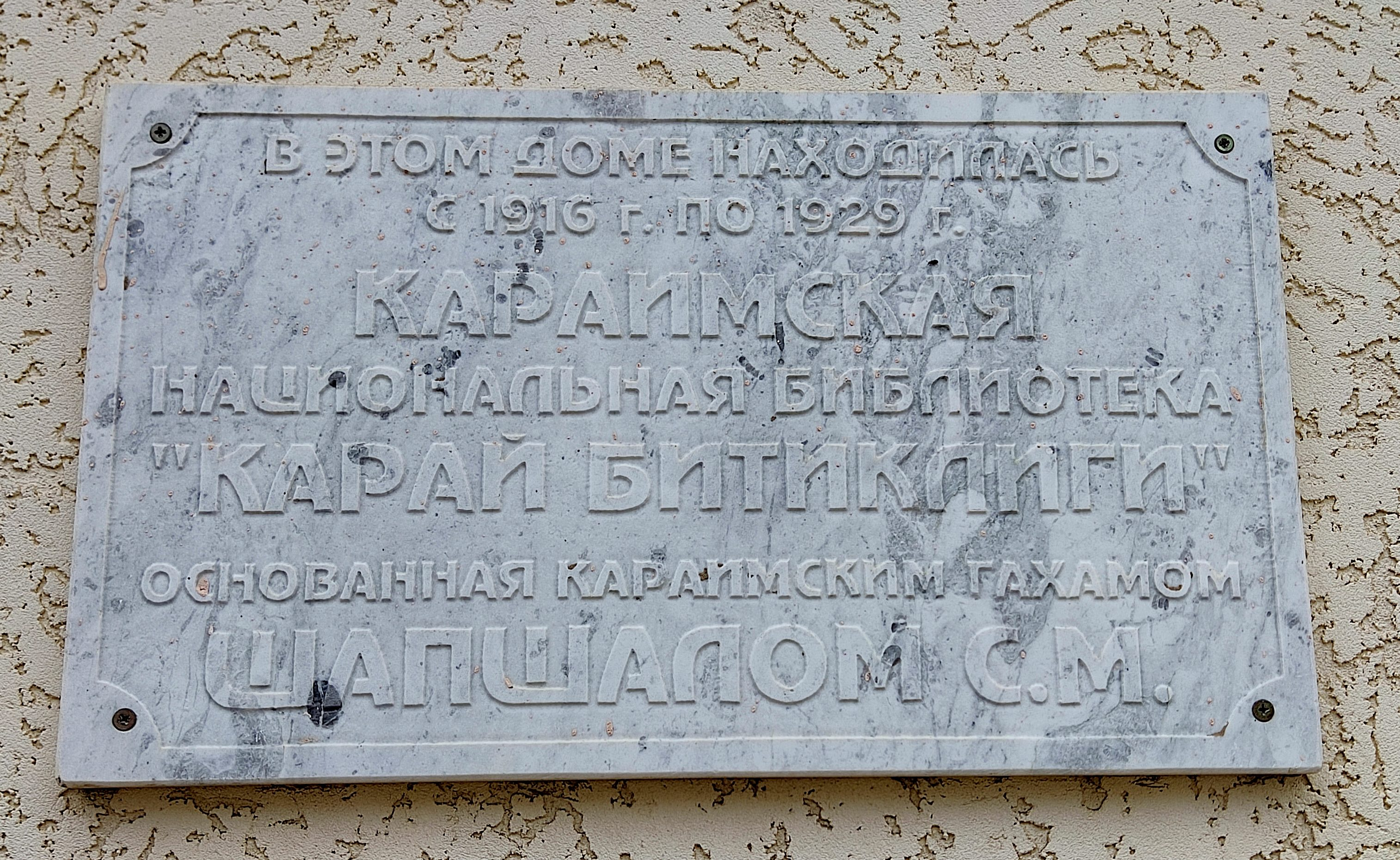
Памятная табличка

«Кара́й-Битиклиги́» (караимск. קראי־ביטיכליגי) — национальная караимская библиотека в Евпатории, основанная в июне 1916 года гахамом С. М. Шапшалом на базе существовавшего при Таврическом и Одесском караимском духовном правлении книгохранилища. Позднее была преобразована в Евпаторийский караимский национальный библиотечный музей.
Фонд библиотеки составляли книги, рукописи, картины, гравюры, шеттары (брачные договоры) и предметы домашнего обихода караимов. В 1918 году наследники одного из караимских деятелей, известного библиофила Авраама Юфудовича Мичри (1830—1917) передали музею его собрание книг, насчитывающее порядка 20 тыс. томов, в том числе 40 уникальных рукописей. Собрание А. Ю. Мичри считалось филиалом «Карай-Битиклиги». В 1921 году оба эти собрания были переданы в Евпаторийский государственный музей, где до 1929 года их хранителем был Б. С. Ельяшевич. Вместе с научным сотрудником Азиатского музея М. Н. Соколовым он составил краткое описание рукописного фонда библиотеки, которое насчитывало множество произведений на древнееврейском языке и около 1000 работ караимских авторов.
Собрание «Карай-Битиклиги» в большинстве своём после 1929 года было распределено между Государственной библиотекой им. В. И. Ленина в Москве и Публичной библиотекой им. М. Е. Салтыкова-Щедрина в Ленинграде.